# دنیل-کوفی کیره
دنیل-کوفی کیره (انگلیسی: Daniel-Kofi Kyereh؛ زادهٔ ۸ مارس ۱۹۹۶) بازیکن فوتبال اهل غنا است.
وی همچنین در تیم ملی فوتبال غنا بازی کرده‌است.